# 戈爾措 (波茨坦-米特爾馬克縣)
戈尔措（德語：Golzow）是德国勃兰登堡州的一个市镇，隶属于波茨坦-米特爾馬克縣，总面积为40.24平方千米，海拔高度42米，截至2020年总人口为1345人。